# Phireza sexmaculata
Phireza sexmaculata Simon, 1886 è un ragno appartenente alla famiglia Thomisidae.
È l'unica specie nota del genere Phireza.

## Distribuzione
L'unica specie oggi nota di questo genere è stata rinvenuta in Brasile: a San Paolo de Olivença, nello Stato di Amazonas 

## Tassonomia
Dal 1886 non sono stati esaminati altri esemplari, né sono state descritte sottospecie al 2014.